# Lapsus linguae
Un lapsus linguae (in latino, 'errore dovuto alla lingua') è un errore commesso dall'interlocutore orale per distrazione o per fretta. Se invece l'errore è stato commesso scrivendo, si parlerà di lapsus calami.
Agli inizi del Novecento, il fondatore della psicoanalisi Sigmund Freud ha elaborato una teoria secondo la quale tale tipo di lapsus rivelerebbe qualcosa che è stato rimosso dalla psiche.
Il lapsus linguae ha rilevanza anche sul piano giuridico, integrando una delle ipotesi di c.d. errore ostativo. In particolare, all'art. 1433 c.c. esso viene assimilato, nell'attuale assetto civilistico italiano, al c.d. errore motivo per quanto concerne il trattamento sanzionatorio (ossia, l'annullabilità del contratto che ne è affetto).